# Ян Кайхуэй
Ян Кайхуэ́й (кит. трад. 楊開慧, упр. 杨开慧, пиньинь Yáng Kāihuì; второе имя: Юньцзинь (кит. трад. 雲錦, упр. 云锦, пиньинь Yúnjǐn); 6 ноября 1901 — 14 ноября 1930) — вторая жена Мао Цзэдуна, за которого она вышла замуж в 1920 году. У неё было трое детей с Мао Цзэдуном: Мао Аньин, Мао Аньцин и Мао Аньлун. Её отцом был Ян Чанцзи, руководитель Хунаньского первого педагогического училища и один из любимых учителей Мао.

## Биография
Ян Кайхуэй родилась в маленькой деревне Баньцан уезда Чанша в провинции Хунань 6 ноября 1901 года. Её имя означало «Открытие мудрости», хотя она получила прозвище Ся, что означает «Маленький рассвет». Её отец, Ян Чанцзи, был учителем и левым интеллектуалом, мать звали Ян Чжэньси, также у неё был брат на три года старше её, Ян Кайчжи. Будучи преподавателем этики в Первом педагогическом училище Ян Чанша стал одним из любимых учителей Мао Цзэдуна.
Став профессором Пекинского университета Ян Чанцзи переехал с семьёй в столицу. В сентябре 1918 года Мао приеезжает из Хунаня в Пекин с несколькими единомышленниками. По прибытии они остановились в маленьком домике Янов на севере города. Здесь Мао вновь встретил Кайхуэй. Её внешность произвела впечатление на Мао и его друзей. Позже Кайхуэй рассказывала, что «безумно влюбилась в него, когда услышала о его многочисленных достижениях», но не сразу поняла свои чувства. Она продолжала «надеяться и мечтать», и решила, что никогда не выйдет замуж за кого-либо, кроме Мао.
Их отношения развивались постепенно, поскольку Мао был застенчив и не мог содержать семью, проживая в тесном арендованном жилье с другими хунанскими студентами. Чанцзи обеспечил Мао работу в университетской библиотеке в качестве помощника библиотекаря Ли Дачжао, одного из первых китайских марксистов и коммунистов.
В январе 1920 года Ян Чанцзи умер. Мао в это время был в Пекине якобы по делу, хотя его биограф Стюарт Шрэм подозревал, что его присутствие частично объясняется желанием успокоить Кайхуэй. Ян Кайхуэй и её мать вернулись в Чаншу с останками Чанцзи, и она вскоре пошла в школу девочек Фусыан. В миссионерской школе её прозвали «мятежницей» за проявление революционных идей, в частности, она отказалась молиться и коротко стригла свои волосы.
Тем временем, Мао отправился из Пекина в Шанхай, где работал в прачечной и впервые присоединился к коммунистической группе. После свержения Хунанского военного правителя Чжана Цзиньяо, Мао смог вернуться в Чаншу в июле 1920 года, открыв книжный магазин и став директором начальной школы при педагогическом училище. Теперь, обладая социальным статусом и финансовой безопасностью, Мао смог жениться на Кайхуэй.
Второй половине 1920 года Ян стала одной из первых в провинции Хунань членов Китайской социалистической молодёжной лиги. Зимой она вышла замуж за Мао Цзэдуна, без какой-либо свадебной церемонии или других торжеств. В начале 1922 года Ян вступила в Коммунистическую партию Китая (КПК) в. В апреле 1923 года Мао отправился в Шанхай где возглавил организационный отдел ЦК КПК. В следующем году Ян Кайхуэй вместе со своими двумя детьми Мао Аньином и Мао Аньцином присоединилась к мужу в Шанхае и организовала вечернюю школу на хлопковом комбинате. В 1925 году в сопровождении Мао Ян Кайхуэй отправилась в Шаошань, чтобы организовать крестьянское движение, заботясь о муже и обучая детей. В это же время она преподаёт в крестьянских вечерних школах и общается с другими товарищами. В начале 1927 года Мао проверял крестьянские организации в провинции Хунань, а Ян Кайхуэй занималась документами. Доклад Мао о крестьянском движении в провинции Хунань, подготовленной в том числе при участии Кайхуэй, был опубликован в марте того же года. В этот период она организовала ряд объединений крестьян, рабочих, женщин и студентов.
После завершения Северного похода Ян в одиночку возвращается на родину для организации подполья и сопротивления Гоминьданю в Чанше, Пинцзяне и Сянъине. На фоне больших трудностей и опасностей Ян написала много писем своему кузену Яну Каймину, прося его заботиться о её детях и матери, если она погибнет. Из-за большого расстояния и свободного общения с Мао в течение следующих трёх лет Ян часто видела новости о своём муже в газетах Гоминьданя и очень беспокоилась о его безопасности.
В 1928 году Мао знакомится с Хэ Цзычжэнь, которая позже станет его третьей женой.
В октябре 1930 года местный военачальник Гоминьданя Он Цзянь захватил Ян Кайхуэй и её сына Мао Аньина. От Ян требовали публично отказаться от Мао Цзэдуна и КПК, но она отвергла эти требования даже несмотря на пытки.
Ян Кайхуэй была казнена в Чанше 14 ноября 1930 года в возрасте 29 лет. Её с Мао Цзэдуном дети фактически осиротели и обрели отца только через несколько лет. Мао Аньин погиб в ходе Корейской войны, а Мао Аньцин работал переводчиком в аппарате ЦК Компартии Китая.

## Ян Кайхуэй в кино и на телевидении
Ян Кайхуэй была персонажем ряда китайских фильмов и телесериалов.

### 2011
- The Road of Exploring (кит. 湘江北去), Ян сыграла Чжоу Дунъюй.
- «Основание партии», Ян сыграла Ли Цинь.
- China in 1921 (телесериал), Ян сыграла Ли Цинь.
- Epoch-Making (телесериал), Ян сыграла Чжан мэн.

### 2017
- «Основание армии», Ян сыграла Ли Цинь.
- Autumn Harvest Uprising (телесериал), Ян сыграла Сара Чжао.

## Ян Кайхуэй в филателии
8 марта 1978 года в КНР была выпущена почтовая марка из серии «Международный женский день» с портретом Ян Кайхуэй на красном фоне (Sc #1380).